# Мгарський Спасо-Преображенський монастир
Преображенський Мгарський чоловічий монастир РПЦвУ  розташований неподалік міста Лубни, на правому березі Сули.

## Історія і опис монастиря
Заснований в 1619 році на кошти княгині Раїни Могилянки Вишневецької і збудований митрополитом Ісаєю Копинським (тоді ігуменом Густинським і Підгорським).
За легендами, монастир на цьому місці існував ще до татарської навали XIII століття. В 1692 році на місці дерев'яної церкви, на кошти гетьманів Івана Самойловича та Івана Мазепи і за проектом талановитого віленського зодчого Іоганна-Баптиста Зауера (Івана Баптиста — автора Троїцького собору в Чернігові) у співдружністі з місцевими майстрами Мартином Томашевським і Опанасом Пирятинським був збудований кам'яний Спасо-Преображенський собор..
1785 року на місці, де любив усамітнюватися Афанасій Лубенський, патріарх Царгородський (пізніше прославлений як святий) була збудована дзвіниця. До 1917 року в монастирі зберігалися його святі мощі. Патріарх помер тут, повертаючись з Москви в Константинополь. Святитель Афанасій причисленний до святих в 1662 році. Зараз мощі його знаходяться в Благовіщенському соборі Харкова.
У розписі монастирських будівель брав участь український художник І. Максимович.
Мгарський монастир завжди відігравав видатну роль в духовному житті України. У 1622 році відомий церковний діяч Ісая Копинський створив тут братство, що активно протистояло окатоличенню лівобережних українців.
Універсалом гетьмана Богдана Хмельницького від 9 травня 1651 року, виданим під час перебування гетьмана у таборі під Зборовом, заборонено козакам чинити будь-які утиски ченців Мгарського монастиря.
Населення монастиря складалося здебільшого з колишніх запорозьких козаків. У 1663 році в монастирі під іменем монаха Гедеона перебував син Богдана Хмельницького, Юрій.
З 1737 року ігуменом, а з 1744 року першим архімандритом монастиря був майбутній святитель Йоасаф (Горленко), єпископ Бєлгородський. Його наступником став Іларіон Рогалевський.
На території монастиря поховані Константинопольський Патріарх Серафим, київський митрополит Йосиф, архієпископи: Тобольський — Амвросій (Келембет) і Полтавський — Мефодій Пековський.
У XVII–XVIII століттях тут був створений Мгарський літопис.
При монастирі був заснований скит з церквою Благовіщення Пресвятої Богородиці.
У 1786 році зведено будинок ігумена (був перебудований ХІХ столітті). Мурований, двоповерховий будинок у стилі класицизму. У другій половині ХІХ століття зведений двоповерховий готель, в кінці ХІХ століття — теплу Благовіщенську церкву у псевдовізантійському стилі. Церква мурована, хрещата в плані, увінчана наметом на восьмигранному барабані.
У 1889 році з благословення єпископа Полтавського Іларіона було вирішено на пагорбі монастирського саду замість каплиці збудувати церкву, а місцевість, що оточувала курган, відокремити від монастирського саду кам'яною стіною, поставити огорожу і дати цьому місцю назву і значення монастирського скиту. 25 вересня 1891 року (день пам'яті преподобного Сергія) відбулося освячення нової церкви. Освячення здійснив особисто владика, що прибув спеціально з цією метою в Лубенську округу.
Монастир свого часу відвідали майже всі гетьмани України, багато з яких жертвували значні кошти на її утримання. Серед меценатів монастиря відзначився Людвиг Дант, принц Гессен-Гамбурзький. Тут побували Тарас Шевченко та майже всі класики української літератури XIX-ХХ століть, деякі чужоземці, як-от Петро І, Олександр Пушкін.
Монастир відіграв важливу роль в духовному становленні святого блаженного старця Паїсія Києво-Печерського, уродженця Лубен, який ще хлопчиком відвідував обитель.
Монастир існував до 6 серпня 1919 року, коли більшовики розстріляли ченців на чолі з ігуменом Амвросієм. Новомученики поховані за вівтарем скитської церкви.
Пізніше на території колишнього монастиря була дитяча колонія, з 1937 року — дисциплінарний батальйон, з 1946-го — військові склади, а 1985-го монастирські споруди передали під піонерський табір.
Роки осквернення призвели до запустіння монастиря. Тут збереглися: розграбований Преображенський собор; дзвіниця; келії XVIII століття; Благовіщенська церква, перетворена на кухню; зруйновані дім настоятеля та странноприємниця. Майже не збереглися келії XVII століття. В скиті збереглась Афанасіївська (Благовіщенська) церква і частина кам'яного паркану.
У травні 1993 року в Мгарській обителі відроджено чоловічий монастир.
22 листопада 2013 року Президент України Віктор Федорович Янукович підписав указ «Про заходи щодо відзначення 400-річчя заснування Мгарського монастиря», згідно з яким передбачено протягом 2014—2019 років здійснення заходів зі збереження, реставрації споруд та об'єктів, розташованих на території Мгарського монастиря, а також будівництво корпусу бібліотеки.

## Світлини

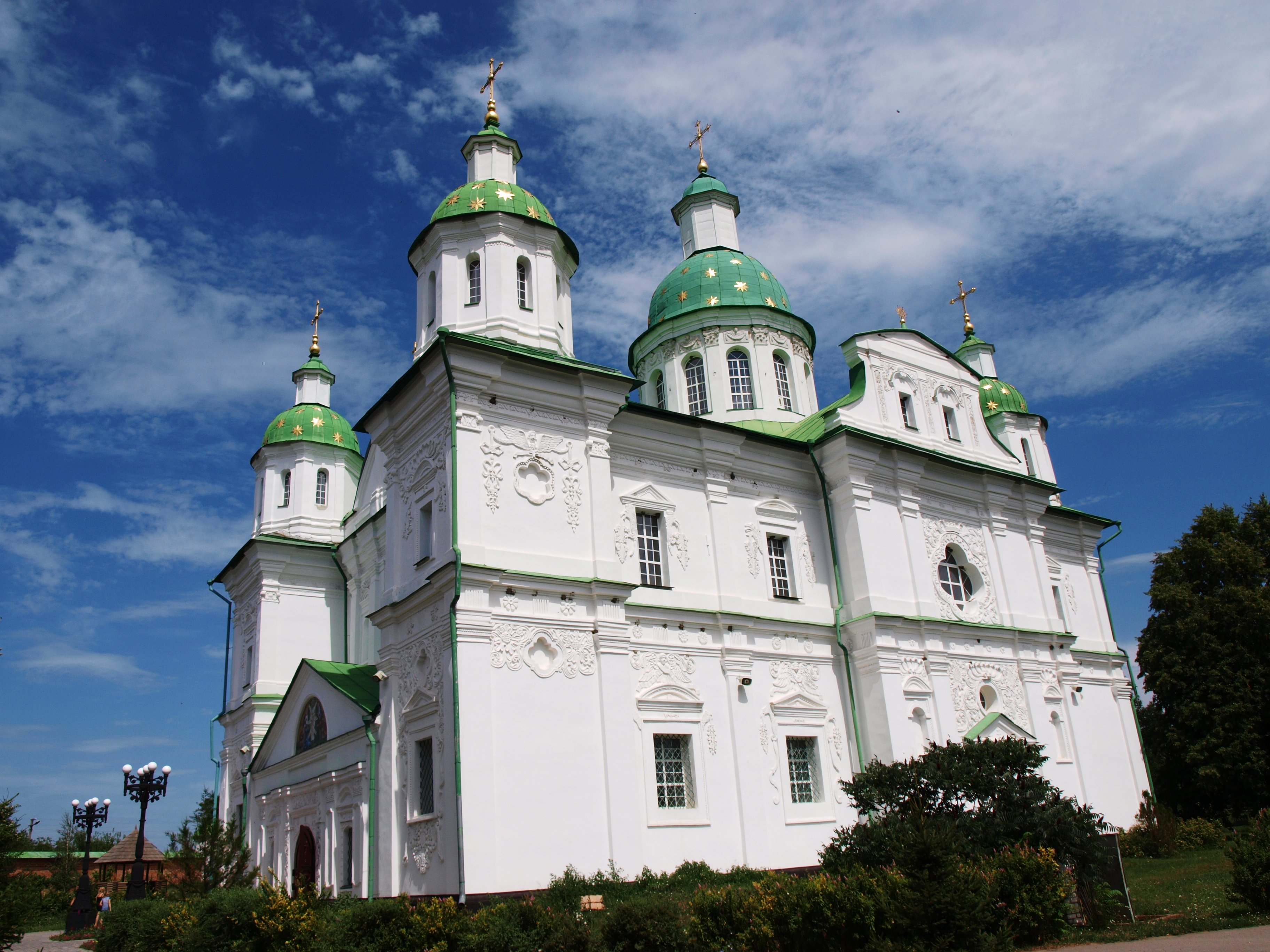
Спасо-Преображенський собор
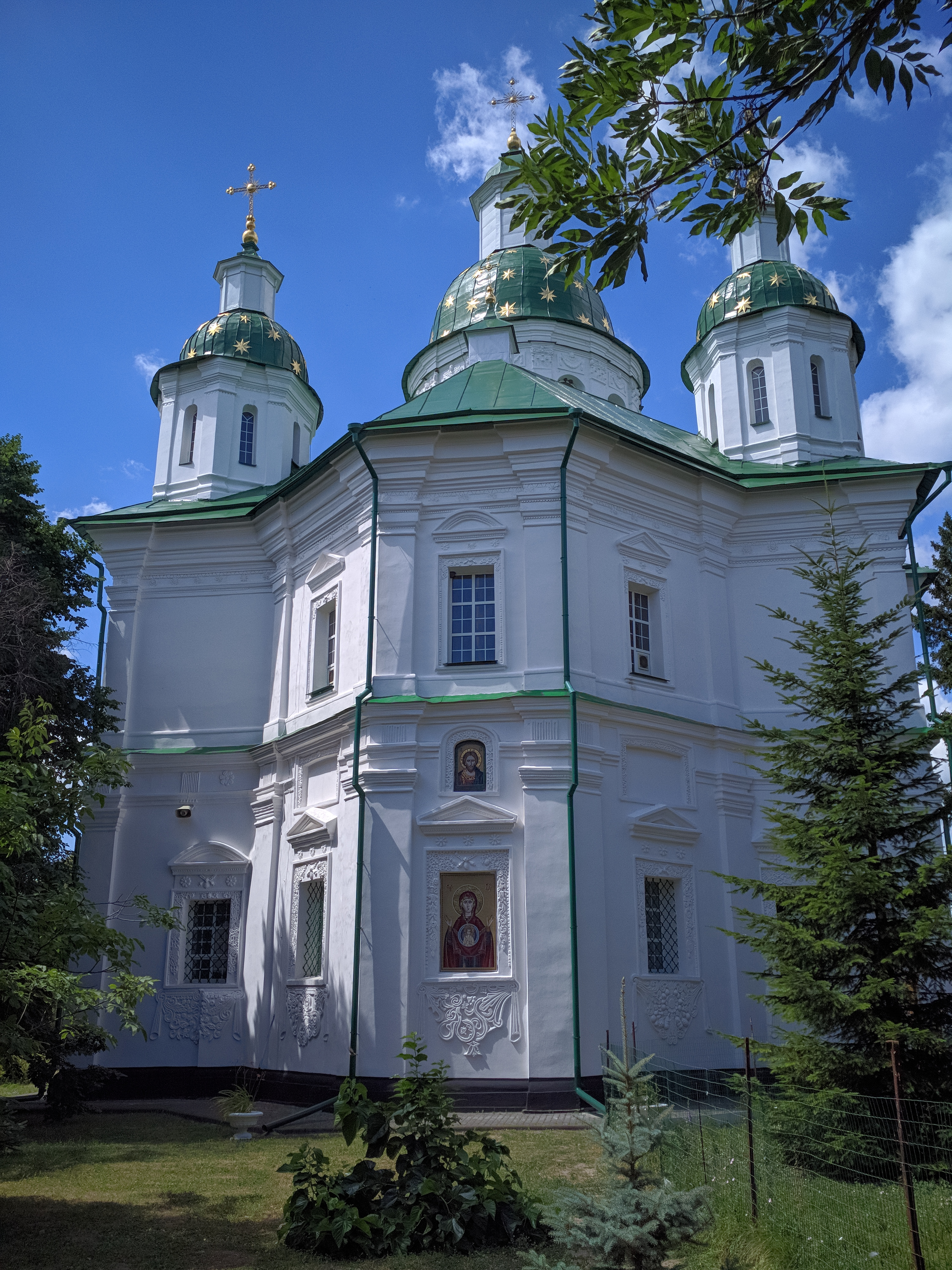
Апсида собору
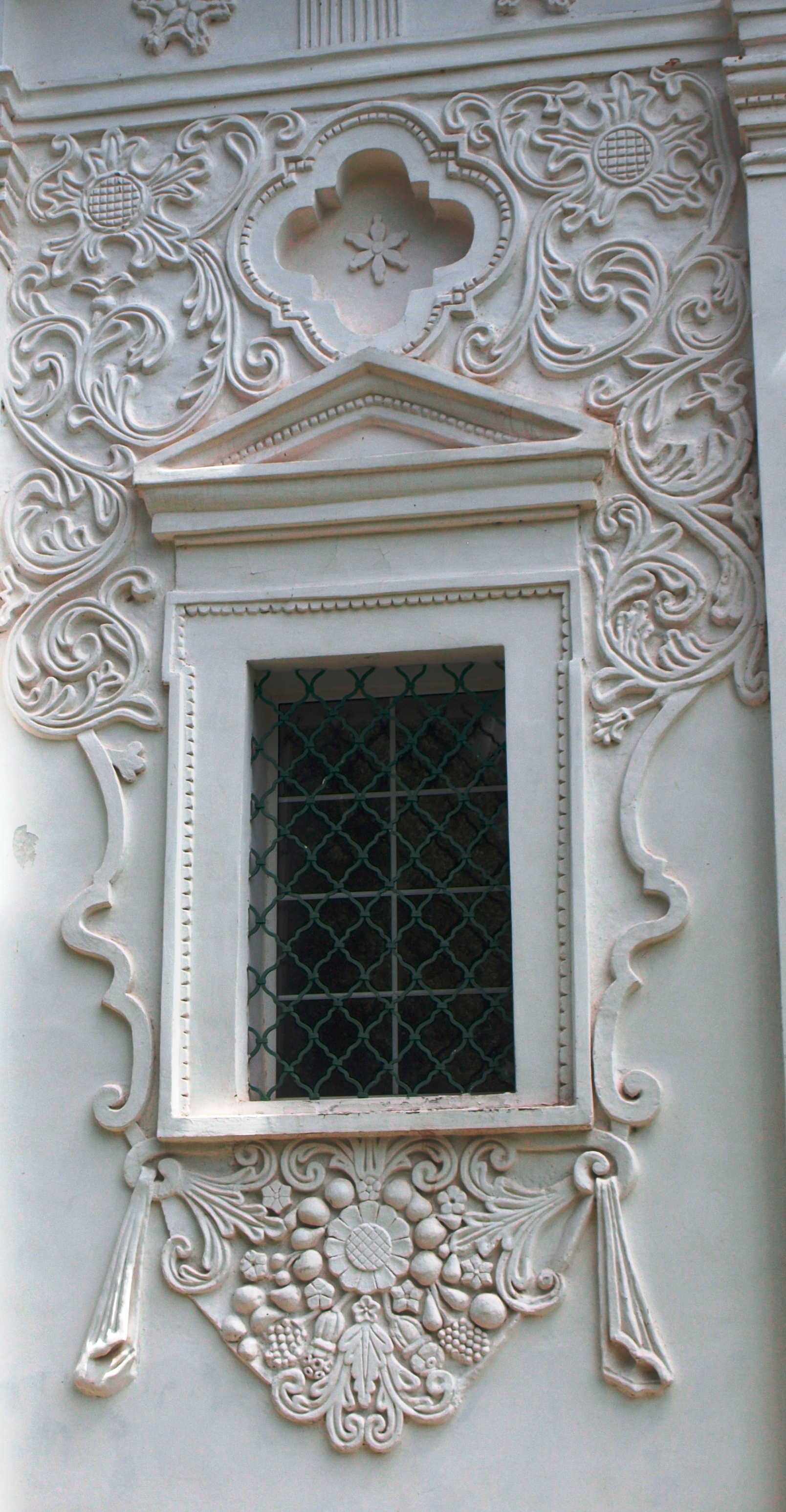
Оздоблення вікна
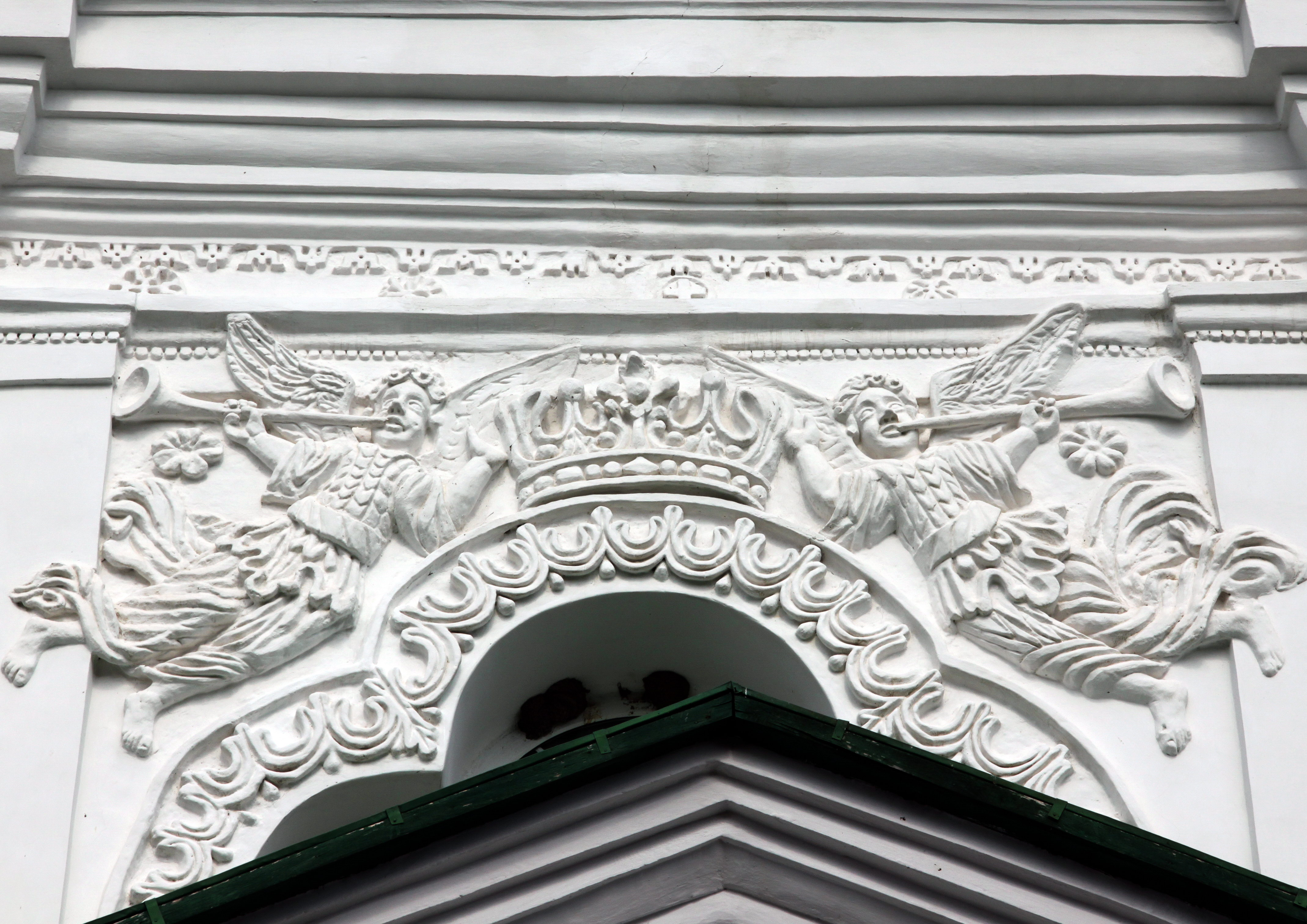
Ліпнина
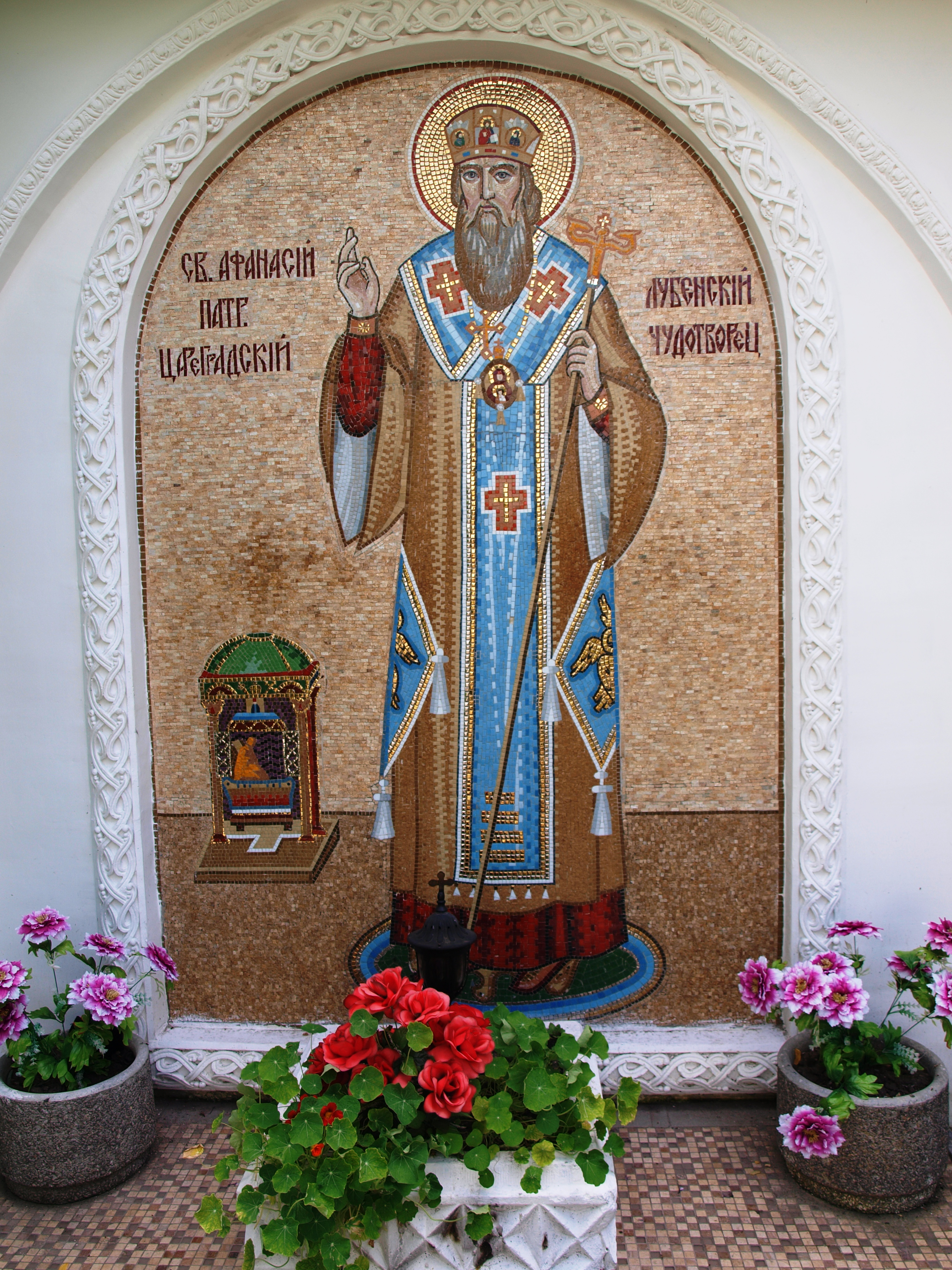
Святий Афанасій
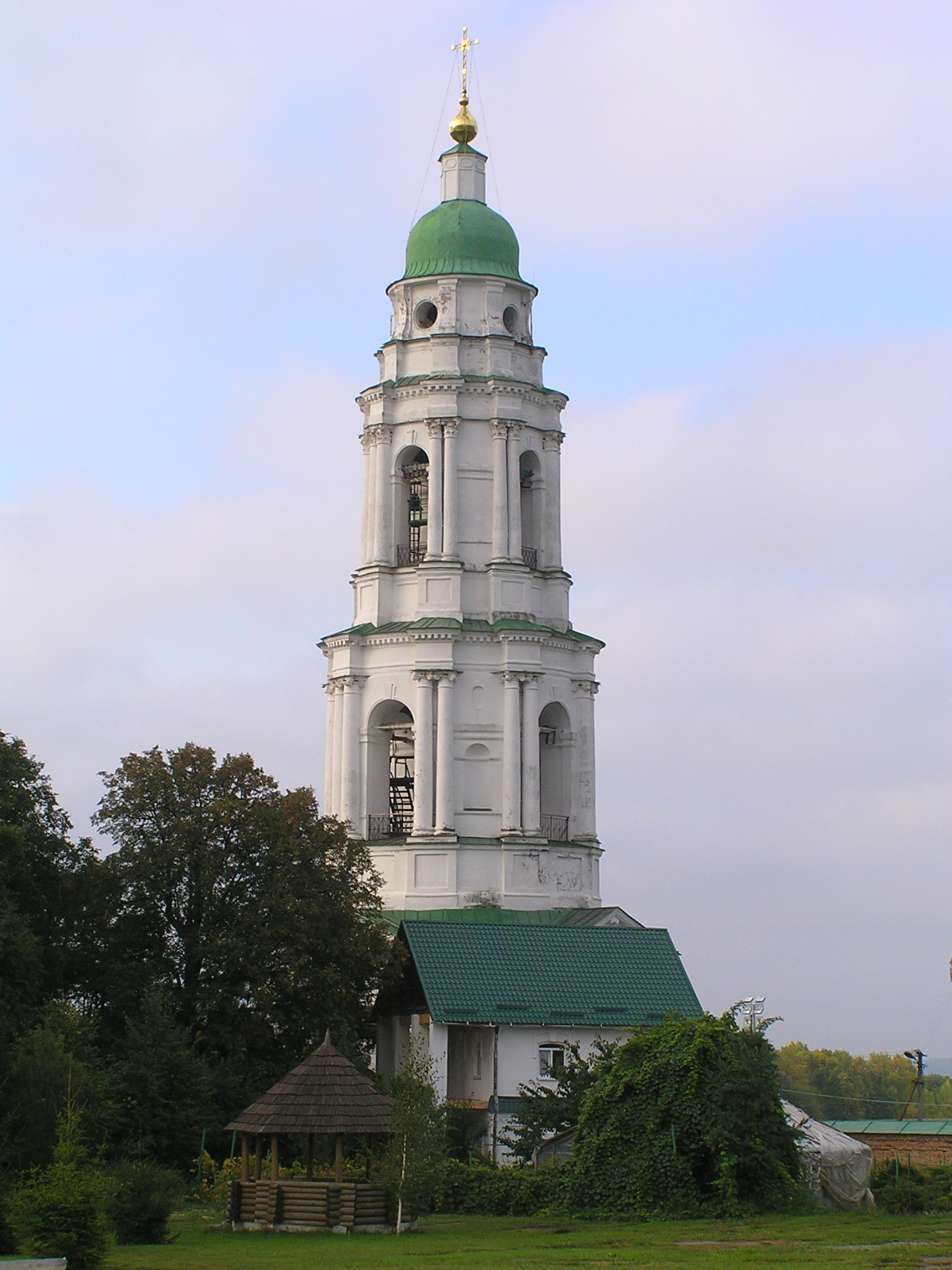
Дзвіниця
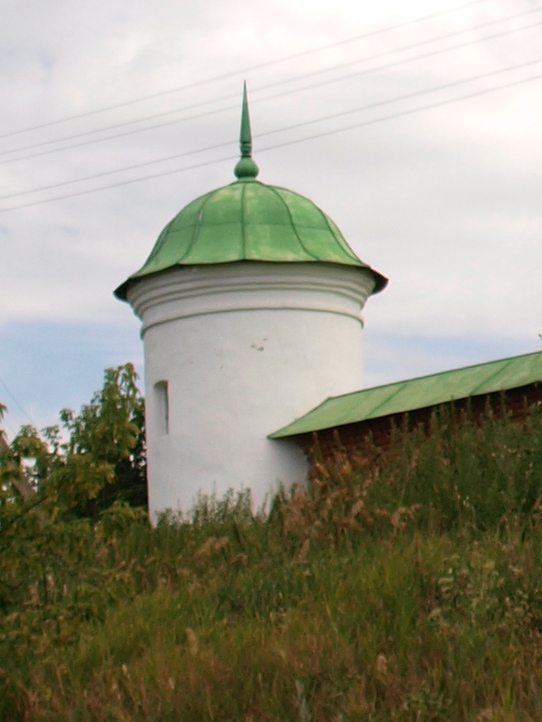
Вежа монастиря
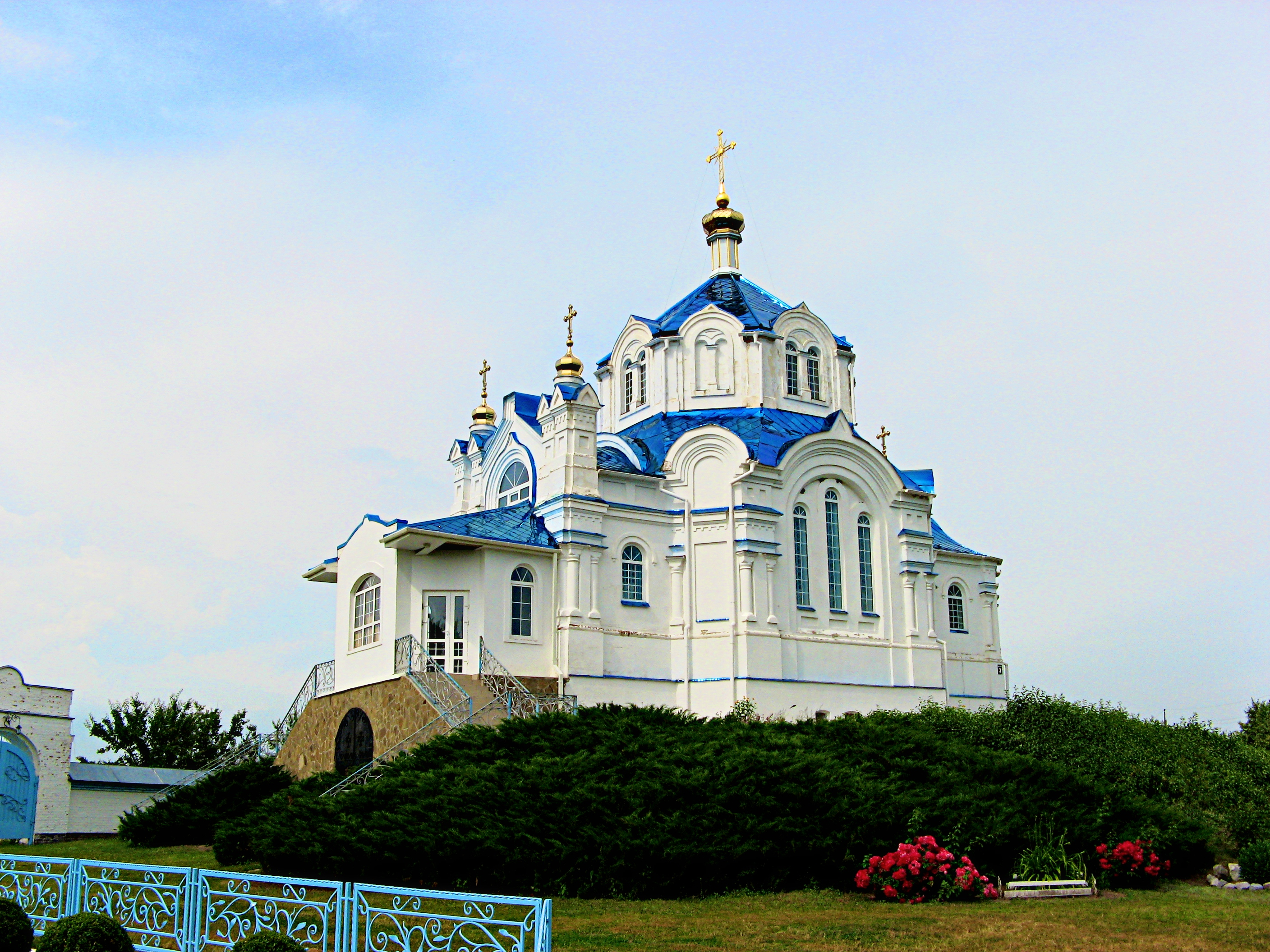
Благовіщенська церква
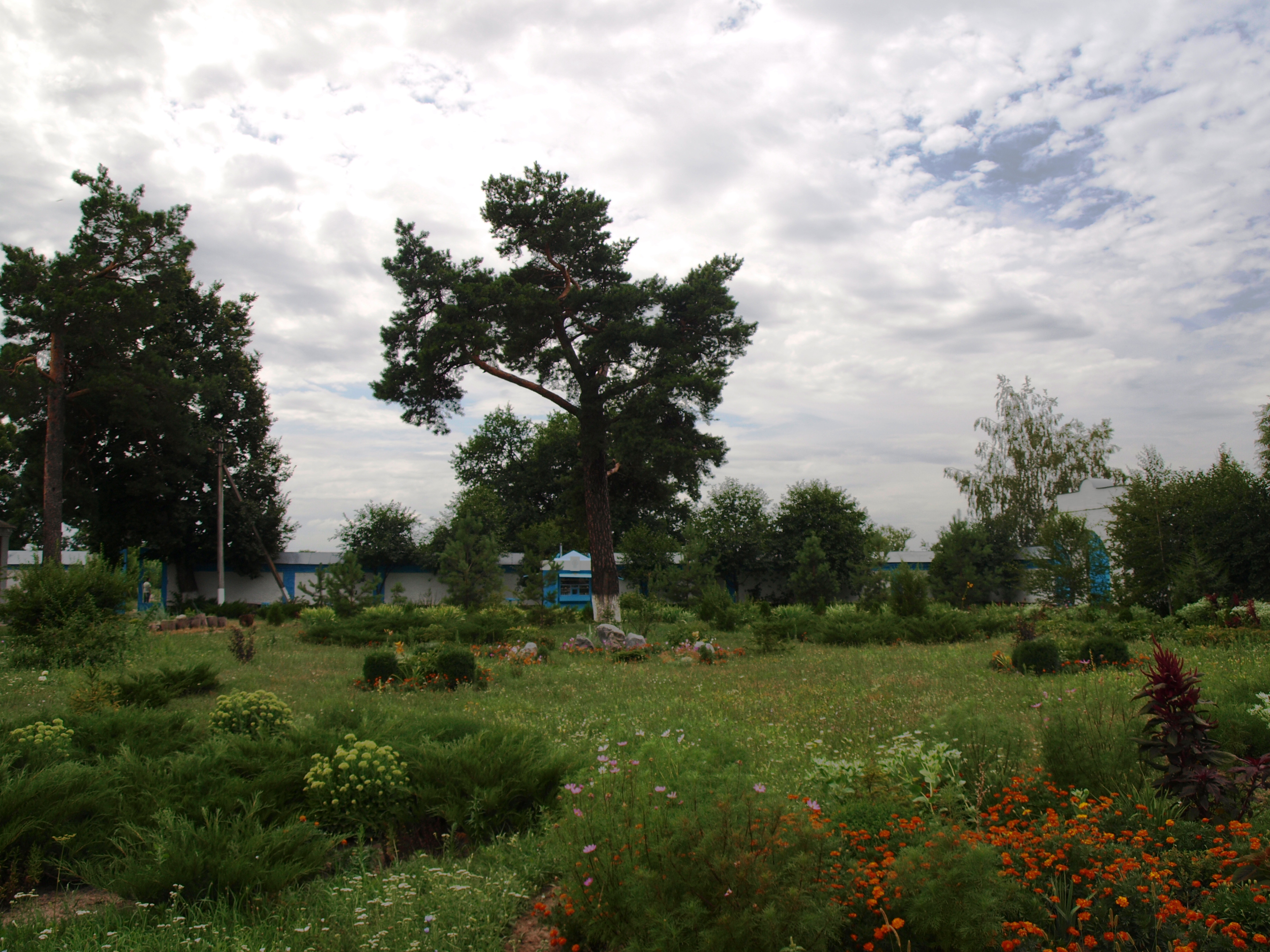
Сад у скиту
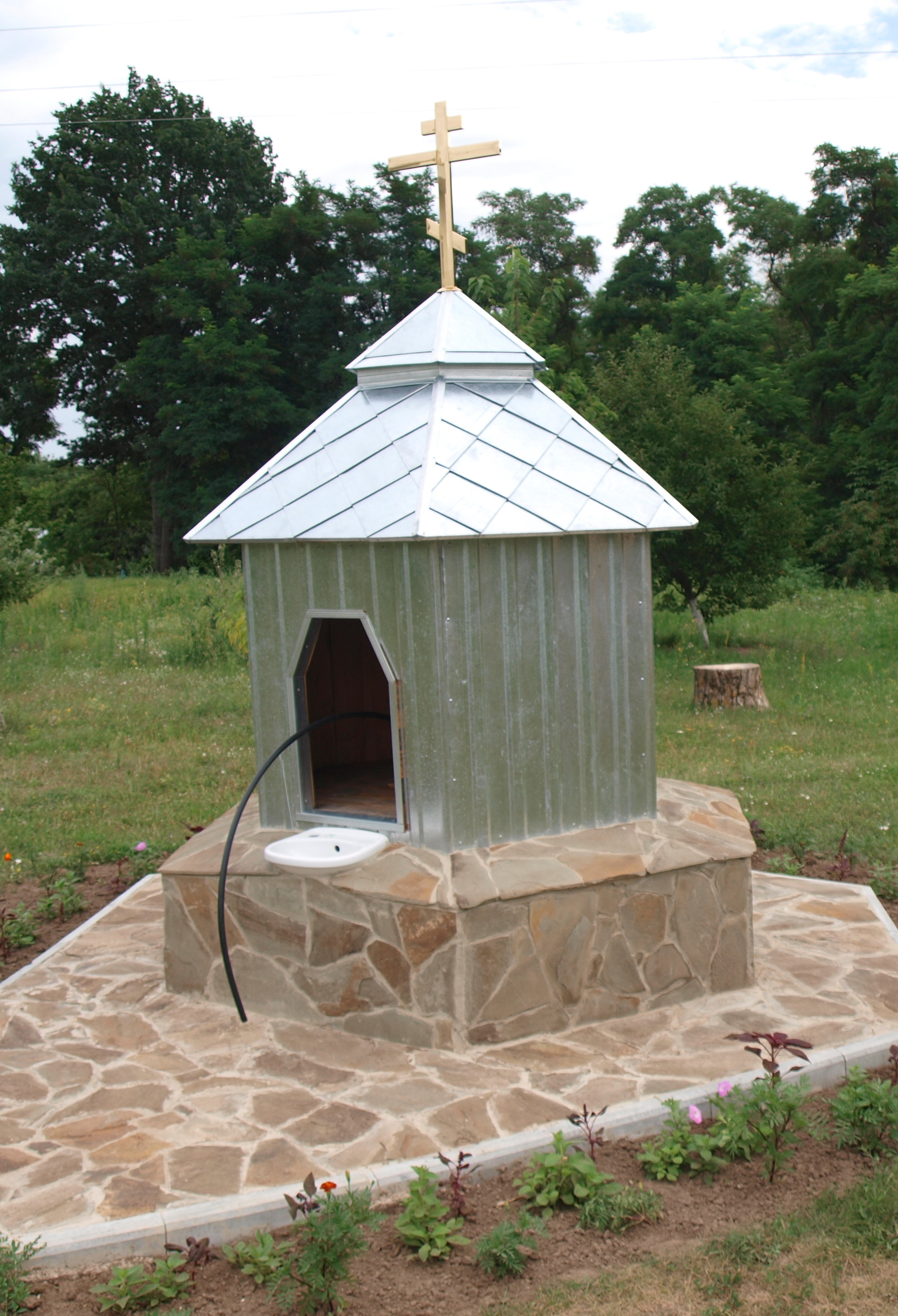
Колодязь у скиту
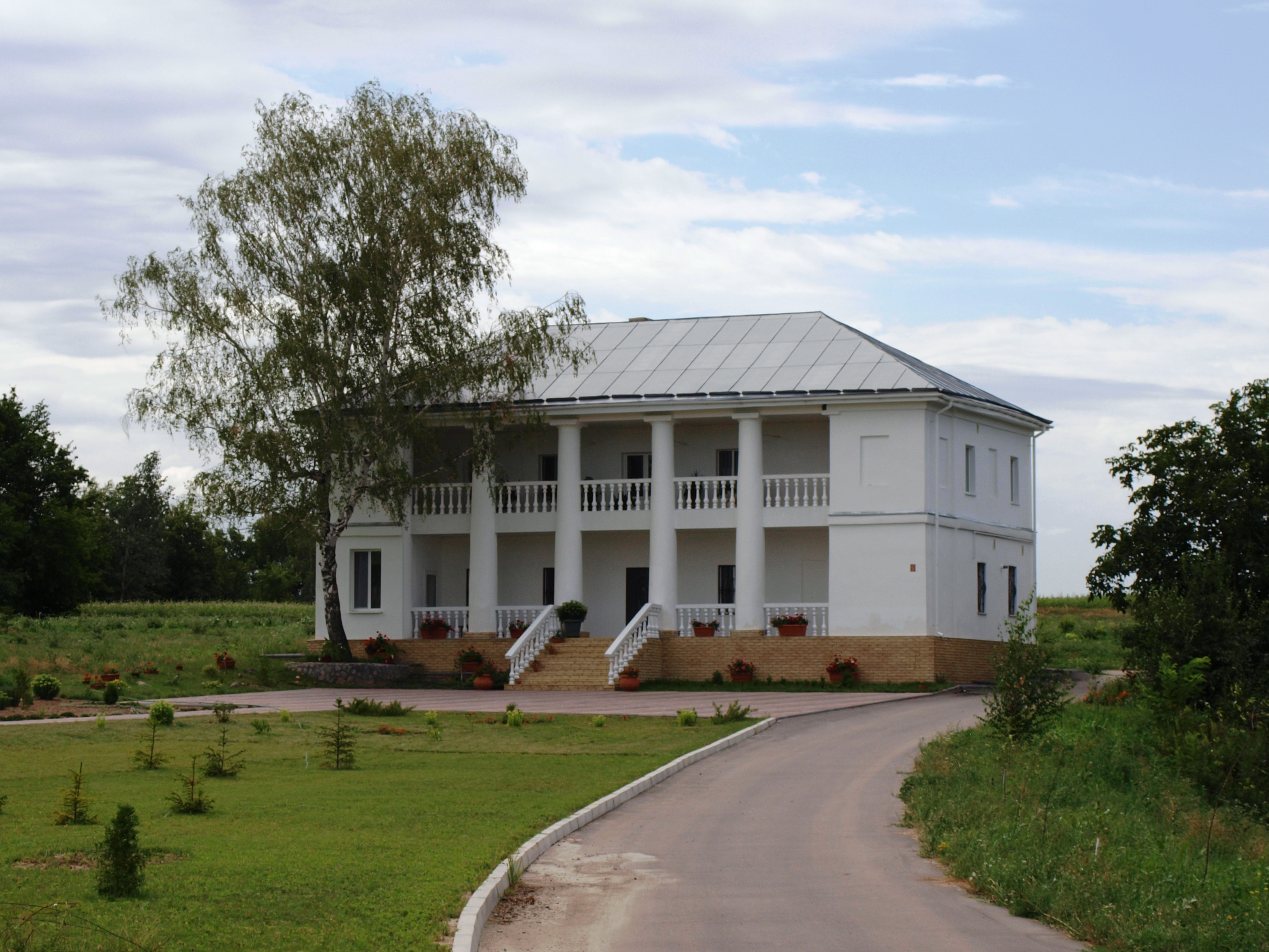
Будинок настоятеля